# 西田薫
西田 薫（にしだ かおる、1967年（昭和42年）4月30日 - ）は、日本の政治家。日本維新の会所属の衆議院議員（1期）。大阪府議会議員（5期）、守口市議会議員（1期）を務めた。

## 経歴
大阪府守口市大日町生まれ。大阪府立守口北高校（現・大阪府立芦間高等学校）、大阪ビジネスカレッジ専門学校（マスコミ広報学科専攻）を卒業。
1988年、三井物産の関連代理店に勤務。
1991年、オーストラリアへ渡り、免税店オールダースデューティーフリーのゴールドコースト支店で勤務。
1992年、帰国し、橋本龍太郎衆議院議員の紹介により、吉村剛太郎参議院議員の秘書を10年間務める。日本大学法学部政治経済学科を中退。
2003年4月、守口市議会議員選挙に立候補し、当選。
2007年4月、大阪府議会議員選挙に立候補し、当選。以後5期連続当選。自由民主党に所属していたが、2010年に大阪維新の会の結成に参加した。
2023年8月31日、日本維新の会の次期衆院選大阪6区候補予定者を決める予備選が実施され、西田が徳村聡府議を破り、候補者に選ばれた（西田：511票、徳村：491票）。
2024年10月27日投開票の第50回衆議院議員総選挙において、西田が公明党前職の伊佐進一らを破り、初当選した。

## 人物

### 人柄
- 2歳の時にタクシーの運転手をしていた父を亡くし[7]、懸命に働く母の後ろ姿が一番の教育だった[3]。しかし当時母子家庭への遺族年金は少なかった[3]。そんな中、元内閣総理大臣・田中角栄の「こんな金額では母子家庭は生活できない」という発言で遺族年金が改定された[3]。西田は「光の当たらないところに光を当てる!まさにこれが政治なんだ。いつか僕も政治家になり、多くの人に光を当てたい」という思いが「政治に対する出発点となった」と述べている[3]。
- 趣味はラグビー、釣り[3]。特技は料理、ヌンチャク[3]。

### 家族
- 妻、長女、次女の4人家族である[3]。また、文鳥とウサギを飼っている[3]（ウサギは2023年に11歳と4ヶ月で亡くなっている[8]）。

### 不祥事・騒動
- 2020年5月7日、守口市長の西端勝樹は大阪維新の会に所属する市議4人が新型コロナウイルスに対応する複数の市職員に対し、再三呼び出して事情聴取したり、謝罪を要求するなど行政事務妨害にあたる不適切な活動をしたと主張し、百条委員会設置と議員の処分を申し立て、21日の市議会で設置が可決された。謝罪要求時は当時府議だった西田も立ち会っていたという。維新に所属する市長が維新市議の処分を主張するという事態に対し西端は「緊急対応で職員が疲弊する中、糾弾的な態度を取るなど節度を超えている」と説明した一方、4市議と西田は市の対応に問題があり、問いただしただけと反論した[9][10]。市の申立書によれば西田は同年4月に職員に対し「府か守口市のどちらかがうそをついている」などと強い口調で詰問し、コロナの陽性がわかった職員の周囲にいた職員3人の自宅待機を命令的に求めたほか、上司の謝罪も求めたとされる。8月4日に西田は百条委の証人尋問に出席し、自身が心理的に圧迫したことを否定。一方で自身は厚生労働省のガイドラインなどは確認していないと述べた[11]。9月28日、市議会の百条委員会は4市議と西田が一方的に市の対応を非難したり、謝罪を要求したりしたことが「ハラスメントに該当する」と指摘し、4市議は「辞職勧告相当」とする報告書案を賛成多数で可決した[12][13]。
- 第50回衆議院議員総選挙中の2024年10月24日、西田は他人の後援会名や個人名を許可なく推薦人として記載した選挙はがき約2000枚を有権者に送っていたとして謝罪した。西端前市長の後援会名を記載した42枚のほか、既に亡くなった人など了承を得ていない個人や別の団体名を記したはがきを送っていたという。23日に西端の後援会関係者から事務所に指摘があり、発覚した[14]。
- 2023年の大阪府議選に立候補した際の選挙運動費用の収支報告書に、事務員や車上運動員に対する報酬として9人に計79万円を支払ったと記載していたが、実際には支払っておらず、また支払先として支援者らの名前を無断で記載していた。2024年10月頃に自身の名前が記載されていることに気づいた支援者が当時の党幹部に報告し、その後西田は連絡の取れた8人に対して報告書の記載に沿って報酬を渡し、西田への寄付の形でお金を戻したように装った[15]。2025年6月に党執行部が事態を把握し、西田は同月17日付で収支報告書を訂正。同19日に西田は会見を開き、「（担当者が）勘違いして記入してしまった」「とにかく収支報告に合わせないといけないというのが一番の思いで、そこが私の判断ミスだった」と謝罪した[16][17][18]。23日、党は西田を戒告処分とすることを決めた[19]。

## 選挙歴
| 当落 | 選挙                     | 執行日         | 年齢 | 選挙区       | 政党         | 得票数    | 得票率 | 定数 | 得票順位 /候補者数 | 政党内比例順位 /政党当選者数 |
| ---- | ------------------------ | -------------- | ---- | ------------ | ------------ | --------- | ------ | ---- | ------------------ | ---------------------------- |
| 当   | 2003年守口市議会議員選挙 | 2003年4月27日  | 35   | ーー         | 無所属       | 2183票    | ーー   | 30   | 5/36               | /                            |
| 当   | 2007年大阪府議会議員選挙 | 2007年4月8日   | 39   | 守口市選挙区 | 自由民主党   | 1万3496票 | 23.83% | 2    | 2/5                | /                            |
| 当   | 2011年大阪府議会議員選挙 | 2011年4月10日  | 43   | 守口市選挙区 | 大阪維新の会 | 2万6328票 | 45.58% | 2    | 1/4                | /                            |
| 当   | 2015年大阪府議会議員選挙 | 2015年4月12日  | 47   | 守口市選挙区 | 大阪維新の会 | 2万6254票 | 50.92% | 1    | 1/3                | /                            |
| 当   | 2019年大阪府議会議員選挙 | 2019年4月7日   | 51   | 守口市選挙区 | 大阪維新の党 | ーー票    | ーー   | 1    | /1                 | /                            |
| 当   | 2023年大阪府議会議員選挙 | 2023年4月9日   | 55   | 守口市選挙区 | 大阪維新の会 | 3万9660票 | 81.83% | 1    | 1/2                | /                            |
| 当   | 第50回衆議院議員総選挙   | 2024年10月27日 | 57   | 大阪府第6区  | 日本維新の会 | 7万7905票 | 39.33% | 1    | 1/5                | /                            |